# Himmafushi
Himmafushi ist eine Insel des Nord-Malé-Atolls im Inselstaat Malediven in der Lakkadivensee (Indischer Ozean). Sie gehört zum Verwaltungsatoll Kaafu und hatte 2014 etwa 1334 Einwohner.

## Geographie
Die Insel liegt im Südosten des Atolls auf einer gemeinsamen Riffplattform mit den nahegelegenen Touristeninseln Lakanfushi und Lakanfinolhu.